# الجرة (سباح)

تعديل مصدري - تعديل

الجرة هي إحدى قرى عزلة سباح بمديرية سباح التابعة لمحافظة أبين، بلغ تعداد سكانها 100 نسمة حسب تعداد اليمن لعام 2004.